# Stenkumla socken
Stenkumla socken ingick i Gotlands södra härad, ingår sedan 1971 i Gotlands kommun och motsvarar från 2016 Stenkumla distrikt.
Socknens areal är 31,65 kvadratkilometer allt land. År 2020 fanns här 522 invånare. Kyrkbyn Stenkumla med sockenkyrkan Stenkumla kyrka ligger i socknen. 

## Administrativ historik
Stenkumla socken har medeltida ursprung. Socknen tillhörde Stenkumla ting som i sin tur ingick i Hejde setting i Medeltredingen.
Vid kommunreformen 1862 övergick socknens ansvar för de kyrkliga frågorna till Stenkumla församling och för de borgerliga frågorna bildades Stenkumla landskommun. Landskommunen utökades 1952 och ingår sedan 1971 i Gotlands kommun. Församlingen utökades 2010.
1 januari 2016 inrättades distriktet Stenkumla, med samma omfattning som församlingen hade 1999/2000.  
Socknen har tillhört samma fögderier och domsagor som Gotlands södra härad. De indelta båtsmännen tillhörde Gotlands andra båtsmanskompani.

## Geografi
Stenkumla socken ligger söder om Visby på västra Gotlands inland. Socknen är odlingsbygd i öster och skogsbygd i väster.

### Gårdsnamn
Ansarve, Bertels, Forse, Gannarve, Gardungs, Homa Lilla, Homa Stora, Kube, Kviungs, Källstäde, Larsarve, Martille, Myrse, Prästgården, Snäckarve, Östergårde.

## Fornlämningar
Sliprännor i fast häll och i block finns i socknen. Från stenåldern finns ett par boplatser och från bronsåldern spridda gravrösen. Från järnåldern finns 15 gravfält, stensträngar, ett par bildsten och en fornborg. Två runristningar på bildstenar är kända, nu försvunna.

## Namnet
Namnet (1300-talet Stenkumblum) har, liksom Träkumla, i efterleden namnet Kumla, kummel, '(grav)minnesmärke'. Förleden sten antas komma av att det i Stenkumla restes en kyrka av sten när det i Träkumla ännu en tid fanns kvar kyrka av trä.

## Personer från bygden
Riksdagsmannen Carl Gustaf Bergman var född 1840 i denna socken.

## Befolkningsutveckling
| Befolkningsutvecklingen i Stenkumla socken 1571–2020 | Befolkningsutvecklingen i Stenkumla socken 1571–2020 | Befolkningsutvecklingen i Stenkumla socken 1571–2020 | Befolkningsutvecklingen i Stenkumla socken 1571–2020 | Befolkningsutvecklingen i Stenkumla socken 1571–2020 |
| --- | ---------------------------------------------------- | ---------------------------------------------------- | ---------------------------------------------------- | ---------------------------------------------------- |
| |                                                      |                                                      |                                                      |                                                      |
| År |                                                      |                                                      | Folkmängd                                            |                                                      |
| 1571 | 1571                                                 |                                                      | 82                                                   |                                                      |
| 1620 | 1620                                                 |                                                      | 87                                                   |                                                      |
| 1699 | 1699                                                 |                                                      | 209                                                  |                                                      |
| 1718 | 1718                                                 |                                                      | 167                                                  |                                                      |
| 1735 | 1735                                                 |                                                      | 212                                                  |                                                      |
| 1750 | 1750                                                 |                                                      | 180                                                  |                                                      |
| 1760 | 1760                                                 |                                                      | 220                                                  |                                                      |
| 1769 | 1769                                                 |                                                      | 235                                                  |                                                      |
| 1780 | 1780                                                 |                                                      | 232                                                  |                                                      |
| 1790 | 1790                                                 |                                                      | 233                                                  |                                                      |
| 1800 | 1800                                                 |                                                      | 253                                                  |                                                      |
| 1810 | 1810                                                 |                                                      | 295                                                  |                                                      |
| 1820 | 1820                                                 |                                                      | 355                                                  |                                                      |
| 1830 | 1830                                                 |                                                      | 385                                                  |                                                      |
| 1840 | 1840                                                 |                                                      | 405                                                  |                                                      |
| 1850 | 1850                                                 |                                                      | 435                                                  |                                                      |
| 1860 | 1860                                                 |                                                      | 557                                                  |                                                      |
| 1870 | 1870                                                 |                                                      | 584                                                  |                                                      |
| 1880 | 1880                                                 |                                                      | 536                                                  |                                                      |
| 1890 | 1890                                                 |                                                      | 439                                                  |                                                      |
| 1900 | 1900                                                 |                                                      | 420                                                  |                                                      |
| 1910 | 1910                                                 |                                                      | 449                                                  |                                                      |
| 1920 | 1920                                                 |                                                      | 423                                                  |                                                      |
| 1930 | 1930                                                 |                                                      | 485                                                  |                                                      |
| 1940 | 1940                                                 |                                                      | 400                                                  |                                                      |
| 1950 | 1950                                                 |                                                      | 399                                                  |                                                      |
| 1960 | 1960                                                 |                                                      | 381                                                  |                                                      |
| 1970 | 1970                                                 |                                                      | 316                                                  |                                                      |
| 1980 | 1980                                                 |                                                      | 404                                                  |                                                      |
| 1990 | 1990                                                 |                                                      | 548                                                  |                                                      |
| 2000 | 2000                                                 |                                                      | 559                                                  |                                                      |
| 2010 | 2010                                                 |                                                      | 528                                                  |                                                      |
| 2020 | 2020                                                 |                                                      | 522                                                  |                                                      |
| Anm: Källor: Umeå universitet - Tabellverket 1749-1859, Demografiska databasen, CEDAR, Umeå universitet, Befolkningsutvecklingen i Gotlands socknar 2000 - 2010, Folkmängden per distrikt, landskap, landsdel eller riket efter kön. År 2015 - 2022. Uppskattningarna av folkmängden före 1750 baseras på Andersson Palm, Lennart (2000). Folkmängden i Sveriges socknar och kommuner 1571-1997. |                                                      |                                                      |                                                      |                                                      |

### Fotnoter
1. 1 2  Svensk Uppslagsbok andra upplagan 1947–1955: Stenkumla socken
2. ↑  ”Folkmängden per distrikt, landskap, landsdel eller riket efter kön. År 2015 - 2022”. Statistikdatabasen. Statistiska centralbyrån. http://www.statistikdatabasen.scb.se/pxweb/sv/ssd/START__BE__BE0101__BE0101A/FolkmangdDistrikt/. Läst 23 april 2023.
3. ↑  Harlén, Hans; Harlén Eivy (2003). Sverige från A till Ö: geografisk-historisk uppslagsbok. Stockholm: Kommentus. Libris 9337075. ISBN 91-7345-139-8
4. ↑  ”Församlingar”. Statistiska centralbyrån. https://www.scb.se/hitta-statistik/regional-statistik-och-kartor/regionala-indelningar/forsamlingar/. Läst 30 december 2022.
5. ↑  Administrativ historik för Stenkumla socken (Klicka på församlingsposten). Källa: Nationella arkivdatabasen, Riksarkivet.
6. ↑  Om Gotlands båtsmanskompani
7. 1 2  Sjögren, Otto (1931). Sverige geografisk beskrivning del 2 Östergötlands, Jönköpings, Kronobergs, Kalmar och Gotlands län. Stockholm: Wahlström & Widstrand. Libris 9939
8. 1 2 3  Nationalencyklopedin
9. ↑  Förteckning över slipskåror
10. ↑  Fornlämningar, Statens historiska museum: Stenkumla socken
11. ↑  Fornminnesregistret, Riksantikvarieämbetet: Stenkumla socken Fornminnen i socknen erhålls på kartan genom att skriva in sockennamn (utan "socken") i "Ange geografiskt område"
12. ↑  Mats Wahlberg, red (2003). Svenskt ortnamnslexikon. Uppsala: Institutet för språk och folkminnen. Libris 8998039. ISBN 91-7229-020-X. https://isof.diva-portal.org/smash/get/diva2:1175717/FULLTEXT02.pdf